# モンドラゴンM1908
モンドラゴンM1908は、19世紀末にメキシコで設計され、スイスで生産された半自動小銃である。

## 開発経緯
19世紀中頃より、メキシコは隣国であるアメリカ合衆国と常に領土における対立が続いていた。しかし工業力に勝るアメリカは次第にメキシコの領土を徐々に侵食していき、メキシコ政府は危機に陥った。工業力に劣るメキシコは先進国であるアメリカの物量に対抗できなかったのである。
メキシコ政府はこの状況を改善するべくアメリカ軍に負けない強力な兵器の開発が必要であると考えたのである。

## モンドラゴンM1908の登場
メキシコ軍の新型銃の開発に関わっていたマニュエル・モンドラゴン将軍は連射が可能な半自動小銃を考案し、この時メキシコを支配していた独裁者ポルフィリオ・ディアスからも資金面から協力を得る事にも成功して、1884年にはアイデアを纏めて特許を出願するなど設計を進めていった。
しかしここで問題が発生する。モンドラゴン将軍が考案した自動小銃のアイデアは画期的であったが、当時のメキシコ国内の工業水準は他国に比べてあまり高くはなく、生産に高度な工業水準を要求していた半自動小銃は、国内でアイデアを形にするべく試作する事すら困難であった。そこでメキシコ政府はスイスのノイハウゼンにあるSIG社（Schweizerische Industrie-Gesellschaft社）に開発の協力を依頼する。このときSIG社の銃技師だったルービン大佐はモンドラゴン将軍が設計した本銃に非常に注目し開発と後の量産に関わっていくこととなった。
こうしてスイスに開発の場を移したモンドラゴン将軍の自動小銃は、1900年には試作モデルとしてストレートプル式ボルトアクション小銃のモンドラゴンM1900が完成し、そして1908年には完成形となるモンドラゴンM1908自動小銃として完成した。
主な特徴としては当時の小銃の標準口径は8mm前後だったのに対して7mm口径の銃弾を採用している。当然8mm弾に対して威力こそは劣ったが連射時の反動を抑えることが出来た。弾薬の装填方式はガス圧式を採用し、日々のメンテナンスを行なえば動作不良も無く快調に作動した。

## モンドラゴンM1908その後
スイスにて量産が始まり、1908年には400丁がメキシコに納入されたモンドラゴンM1908であったが、複雑な機関部を保有する半自動小銃はそれだけ生産にコストが高くついた。
メキシコ政府は当初すべての兵士にこの銃を装備させる計画であったが財政を圧迫する本銃の購入を渋り、当時起こったメキシコ革命（1910年～1940年）も重なり注文した数を購入しないままメキシコ政府は本銃の購入を一方的にキャンセルしてしまった。金銭的にメキシコ政府から何も保証を受けていなかったSIG社は多くのモンドラゴンM1908を不良在庫として抱え生産を停止、財政的に苦境に立たされることとなった。焦りをみせたSIG社は急遽、残ったモンドラゴンM1908を世界各国に売り込みを始めたが、高価格と半自動小銃に対しての各国の関心の薄さからセールスは困難を極め、少数ずつが研究目的に買われるのみであった。
唯一の大口としてはドイツ帝国が航空兵の自衛用にと3600丁を購入し、Fliegerselbstlader Karabiner 1915（1915年式航空兵向け自動装填式騎兵銃）として採用して30発ドラムマガジンと共に運用したのみだったが、この用途も戦闘機が発明されると航空兵の装備からは外され、海軍兵向けなどの二線級火器とされた。